# Rhagadochir carpenteri
Rhagadochir carpenteri is een insectensoort uit de familie Archembiidae, die tot de orde webspinners (Embioptera) behoort. De soort komt voor in Tanzania.
Rhagadochir carpenteri is voor het eerst wetenschappelijk beschreven door Davis in 1940.